# Paul Bigsby
Paul Adelburt Bigsby (1899–1968) foi um inventor, designer e pioneiro americano da guitarra elétrica de corpo sólido. Bigsby é mais conhecido por ter sido o criador do arremate de Bigsby vibrato (também rotulado como braço de tremolo) e proprietário da Bigsby Electric Guitars. Ele construiu uma guitarra de aço para o guitarrista de aço do sul da Califórnia, Earl "Joaquin" Murphy, da banda de Spade Cooley, e também para Jack Rivers, depois construiu uma guitarra de corpo sólido, conceitualizada por Merle Travis para ter o mesmo nível de sustentação que uma guitarra de aço, ancorando as cordas no corpo em vez de em um estandarte. Esse instrumento, que Bigsby concluiu em 1948, provavelmente teve uma influência no corpo sólido do Telecaster posteriormente produzido por Leo Fender, pois possuía os seis sintonizadores seguidos. A forma de sua cabeça foi posteriormente tornada famosa pelo modelo Stratocaster de corpo sólido da Fender. Bigsby também fez um modelo duplo para o guitarrista de Nashville, Grady Martin, e um bandolim amplificado para o playboy de Texas Tiny Moore. Bigsby também construiu um pedal de aço para Speedy West que usou muito nas primeiras gravações de Tennessee Ernie Ford, bem como os primeiros discos de Travis, Red Ingle, Jean Shepard, Johnny Horton, Ferlin Husky e Merrill Moore.
Antes de trabalhar na música, ele era um motociclista conhecido como "P.A. Bigsby", e era o capataz da Crocker Motorcycles, e projetou muitos componentes, como a cabeça do cilindro de válvulas para sua primeira motocicleta V-twin. A unidade de arremate de vibrato, no entanto, foi o que fez a reputação de Bigsby, pois era usada por Gibson, Gretsch e outras empresas de guitarra. Em 1966, Bigsby vendeu a empresa ao ex-executivo de guitarra da Gibson, Ted McCarty. Em 10 de maio de 1999, a empresa Fred Gretsch comprou a empresa Bigsby.